# Hypospila ochracea
Hypospila ochracea là một loài bướm đêm trong họ Noctuidae.